# Machimus flavibarbatus
Machimus flavibarbatus är en tvåvingeart som beskrevs av Becker 1914. Machimus flavibarbatus ingår i släktet Machimus och familjen rovflugor. Inga underarter finns listade i Catalogue of Life.